# UFC 63
UFC 63: Hughes vs. Penn fue un evento de artes marciales mixtas celebrado por Ultimate Fighting Championship el 23 de septiembre de 2006 en el Arrowhead Pond, en Anaheim, California, Estados Unidos.

## Historia
El evento, subtitulado originalmente "Hughes vs. St-Pierre," estaba programado para ofrecer un combate por el título wélter de la UFC entre el campeón Matt Hughes y Georges St-Pierre. Sin embargo, una lesión en la ingle, lo cual se informó a principios de agosto, obligó a St-Pierre a salir de la tarjeta.

## Resultados

### Tarjeta preliminar
- Peso ligero: Tyson Griffin vs. David Lee

Griffin derrotó a Lee vía sumisión (rear naked choke) en el 1:50 de la 1ª ronda.
- Peso ligero: Jorge Gurgel vs. Danny Abbadi

Gurgel derrotó a Abbadi vía decisión (dividida) (29-28, 29-28, 29-28).
- Peso pesado: Mario Neto vs. Eddie Sánchez

Sánchez derrotó a Neto vía KO (golpe) en el 0:17 de la 2ª ronda. Sánchez aceptó la pelea con poco tiempo de aviso, en sustitución de Gabriel Gonzaga.
- Peso ligero: Roger Huerta vs. Jason Dent

Huerta derrotó a Dent vía decisión (unánime) (30-27, 30-27, 30-27). Dent llegó como reemplazo de último momento de Jason Reinhardt, que se había retirado de la tarjeta debido a los persistentes problemas médicos con su cuello.

### Tarjeta principal
- Peso ligero: Jens Pulver vs. Joe Lauzon

Lauzon derrotó a Pulver vía KO (golpe) en el 0:47 de la 1ª ronda.
- Peso semipesado: Rashad Evans vs. Jason Lambert

Evans derrotó a Lambert vía KO (golpes) en el 2:22 de la 2ª ronda.
- Peso ligero: Melvin Guillard vs. Gabe Ruediger

Guillard derrotó a Ruediger vía TKO (golpe al cuerpo) en el 1:01 de la 2ª ronda.
- Peso medio: Mike Swick vs. David Loiseau

Swick derrotó a Loiseau vía decisión (unánime) (29-28, 29-28, 29-28).
- Campeonato de Peso Wélter: Matt Hughes (c) vs. B.J. Penn

Hughes derrotó a Penn vía TKO (golpes) en el 3:53 de la 3ª ronda.  Hughes retuvo el Campeonato de Peso Wélter de UFC.

## Premios extra
- Pelea de la Noche: Matt Hughes vs. B.J. Penn y Roger Huerta vs. Jason Dent
- KO de la Noche: Joe Lauzon
- Sumisión de la Noche: Tyson Griffin